# Sierra de Agua Prieta
Sierra de Agua Prieta är en bergskedja i Mexiko.   Den ligger i delstaten Sonora, i den nordvästra delen av landet, 1 700 km nordväst om huvudstaden Mexico City.